# یونانیان و بربرها: روی دیگر تاریخ
یونانیان و بربرها: روی دیگر تاریخ (به فرانسوی: Les Grecs Et Les Barbares) کتابی از امیرمهدی بدیع است.

## به فارسی
کتاب با ترجمهٔ قاسم صنعوی، مرتضی ثاقب‌فر و عبدالمحمد روحبخشان به فارسی در سال ۱۳۸۴ منتشر و در مراسم کتاب سال جمهوری اسلامی ایران به‌عنوان کتاب برگزیده معرفی شد.